# 김휴
김휴(金烋, 1597~1639)는 조선 중기의 학자이다. 한국 최고의 도서 해제집인 《해동문헌총록》의 저자이다. 호는 경와이고, 자는 당초 자미(子美)로 훗날 스승 여헌(旅軒) 장현광(張顯光)의 명에 따라 겸가(謙可)로 고쳤다. 문집으로 《경와집》이 있다. 

## 생애
1597년 경상도 안동 임하면 천전동에서 경재 김시정(金是禎)과 예안 김씨 사이 1남 1녀 가운데 장남으로 태어났다. 
김휴는 행장에 따르면 "천성이 영오하고 학문을 좋아하였으며 일곱 살 전후로 소학을 배우기 시작해 열 살에 이르러 문장은 완숙의 경지에 달하였고 경전을 한번 읽으면 그 깊은 뜻에 심취하였다"고 한다. 
광해군 4년(1612년) 향시에 합격하였으나 성시에 응시하지 않았는데, 아버지가 위독했기 때문이다. 그리고 이듬해에 아버지 김시정이 죽고, 이후 김휴는 더 이상 과거에 미련을 두지 않았다. 김휴는 아버지의 삼년상을 마친 뒤 19세 때에 경암(敬庵) 노경임(盧景任, 1569~1620)의 딸과 혼인하였다. 노경임은 일찍이 그의 할아버지 김통과 교유관계에 있었다. 
인조반정 이후에도 김휴는 벼슬길에 나아가지 않았다. 인조 5년(1627년) 31세의 나이로 사마시에 응시하는 정도에 그쳤을 뿐이다. 인조 13년(1635년) 전시에서 '삼가 대답한다(謹對)'라는 말을 쓰지 않아서 격식을 어겼다는 이유로 낙제하였고, 이후 인조 15년(1637년) 당시 이조참판 용주 조형(1586~1669)의 천거로 강릉(명종릉)참봉에 제수되었지만 병으로 나아가지 못하였다. 이 해에 그는 자신의 부모에 대한 유사(遺事)를 찬술하였다.
이후 김휴는 관직에 대한 미련을 버리고 학문에 침잠하였으며, 한때 금강산을 비롯해서 여러 곳을 다니며 그 소회를 글로 남긴 것 외에는 그의 대부분의 일생을 선향에서 《해동문헌총록》 등의 저술에 몰두하였다. 김휴 자신의 평생의 역작이 될 《해동문헌총록》의 경우 사망하기 1년 전까지도 그 집필과 정리에 매달렸고, 저술이 완성되고 서문을 쓰면서는 김휴 자신이 쓰지 못할 정도로 병이 악화되어 타인을 시켜 구술하는 내용을 받아 적게 하기도 하였다.
인조 17년(1639년) 8월 만시 '임종자만'(臨終自輓)을 짓고 다음날인 24일 사망하였다. 향년 42세.
김휴가 사망하기 1년 전에 그의 스승 여헌 장현광도 세상을 떠났다.

## 김휴와 스승 장현광
장현광의 문집인 《여헌선생속집》 권9 부록에 실려 있는, 김휴 자신이 쓴 경모록(敬慕錄)에 따르면 김휴는 선조고인 참의부군(參議府君, 김통)으로부터 "장여헌은 덕기의 천연적으로 이루어져서 규각을 드러내지 않으며 겸손하고 공손하고 화락하고 평이하여 지금도 인위적으로 꾸민 뜻이 없으니, 옛 사람의 말에 겉으로는 심상한 말을 하지만 속은 진실로 성성하다는 것을 장 아무에게서 보았다"고 평했다고 한다. 
경와는 할아버지 김통으로부터 장현광에 대한 이야기를 접했고, 장인이자 할아버지의 친구였던 노경임을 통해 여헌을 만날 수 있는 확실한 계기를 마련하였으며, 19세 되던 광해군 7년(1615년) 노경임으로부터 주역을 배우는 것을 시작으로 여헌의 문하에 입문, 본격적으로 여헌으로부터 학문적인 가르침을 받게 되었다. 경모록에는 여헌을 찾아서 원당에 기거하면서 수업을 듣거나, 여헌과 함께 여지정(余池亭) 등에서 유숙하면서 주역을 배우기도 하였다고 한다.

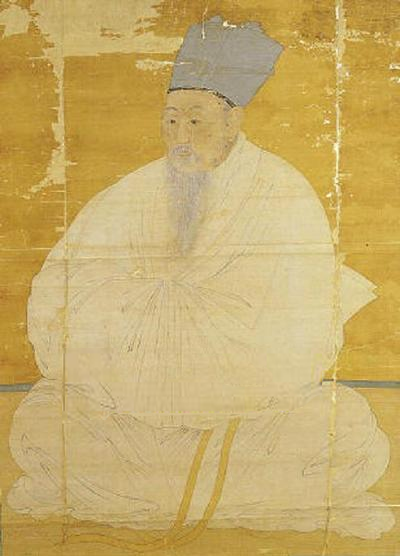
장현광 영정(입암서원 소장)

경와 김휴가 여헌을 남산 본택에서 뵈었을 때, 여헌은 그에게 자신이 저술한 《역학유설》(易學類說)의 목록을 건네면서 "그대가 만약 몸에 질병이 없어서 여러 달 동안 함께 거처할 수 있으면 거듭 고증을 더할 수 있을 것이니 이렇게 하면 또한 새로 질문하여 깨닫는 유익함이 없지 않을 것이다. 그러나 한번 모여 만나면 번번이 시간이 총망하여 수십 일 동안 머물러 있는 여가를 얻지 못하니 이것이 지극히 한스럽다."고 경와의 건강하지 못한 것을 매우 애석해했다. 그럼에도 불구하고 경와는 여헌의 학문 요체를 그대로 전수받았고, 여헌의 저술인 《경위설》(經緯說)을 비롯하여 《우주설》(宇宙說), 《만학요회》(晩學要會) 등을 전수받아서 병환 중에도 탐독하였으며, 서신을 여러 차례 주고 받으면서 여러 가지 의문점을 확인받기도 하였다. 
경와와 여헌 사이에 오간 서신은 《여헌선생문집》에 '답문목-김휴에게 답함'이라는 내용으로 하나밖에 전하지 않는다. 김휴 본인도 "선생께서 평소 내려주신 간찰을 우환 중에 경황이 없어서 혹 많이 유실하였으니 삼가 보관하지 못한 죄를 피할 길이 없다. 오직 슬픔과 한만 더할 뿐이니 다시 무슨 말을 하겠는가?"라고 한탄하였던 것을 보면 둘 사이에 많은 편지가 오갔음을 알 수 있다.
또한 김휴는 《해동문헌총록》 서문에서 장현광이 병진년(1616년) 김휴에게 자신이 초략해 엮은 《문헌통고》(文獻通考) 경적고(經籍考)를 보여 주면서 "우리나라 사람이라면, 이미 우리나라 문헌을 알지 않으면 아니되네. 자네는 자못 폭넓게 보고 많이 기억하는 재주가 있는 데다, 자네가 거주하는 근처 읍성은 병화(兵火)를 면해서 서적이 온전히 보존된 곳이 많을 것이니, 아마도 보고 들어서 수집할 수 있을 것일세. 이를 이어 글로 지으면, 문헌을 증빙하고 널리 살펴보는데, 충분히 좋은 자료가 될 것이니, 그 공(功)이야 말로 마땅히 옛사람에게 뒤지지 않을 것일세."라고 교시했고, 이것이 김휴가 각지에 흩어진 문헌들을 조사하고 그 목록을 정리하여 《해동문헌총록》을 집필하는 동인이 되었다고 적고 있다.

## 가계
- 김진(1500~1580) - 김휴의 고조할아버지. 슬하 다섯 형제가 퇴계 문하에서 학문을 배웠다. 
  - 낙봉 김극일(1522~1585)
  - 귀봉 김수일(1528~1583) - 김휴의 증조할아버지. 과거에 합격하였지만 벼슬길에는 나아가지 않고 고향에 남아서 학문 연구와 후진 양성에 힘썼다. 
    - 운천 김통(1557~1620) - 김휴의 할아버지. 문과에 급제한 뒤 여러 벼슬을 거치다 병으로 사직하였고, 고향에 은거하다가 임진왜란이 일어나자 의병을 일으켜 안동수성장에 임명되었으며, 정유재란 때에도 이원익의 종사관으로 활약하였다. 전란 이후에는 선산부사로 재임하면서 금오서원을 이건하고 향교를 중수하는 등 영남 유학의 진흥에 이바지하였다. 
      - 경재 김시정(金是禎, 1579~1613) - 김휴의 아버지. 문집으로 《경재유고》가 있다.

  - 운암 김명일(1534~1570)
  - 학봉 김성일(1538~1593)
  - 남악 김복일(1541~1591)

김휴의 집안은 안동을 중심으로 한 지역에서 명망 있는 가문이자 여러 인맥들과 두루 교유 관계를 맺고 있었다. 증조부 김진으로부터 김성일에 이르기까지 의성 김씨 가문은 퇴계 학문의 중심 가문으로 평가받기에 충분하였고, 종고조부 김성일의 퇴계학파 내에서의 위상을 고려한다면 안동을 비롯한 여러 지역의 가문에 소장되어 있는 전적들을 일일이 확인하고 수집하는데 큰 어려움이 없었다. 이는 훗날 그가 해동문헌총록을 편찬하는데 보탬이 되었다. 
행장에 따르면 김휴는 부인 노씨와의 사이에서 1남 1녀가 있었는데 아들 학기(學基)는 진사였고, 딸은 사인(士人) 김두장(金斗章)에게 시집가서 아들 만추(萬秋)를 두었다. 김학기는 두 번 혼인하였는데 전처와의 사이에서 낳은 딸은 진사 류창시(柳昌時)에게 시집가서 신적(信迪)을 낳았다. 후처와의 사이에서는 1남 1녀를 얻었는데, 아들의 이름은 세경(世鏡), 딸은 생원(生員) 김덕일(金德一)에게 시집가서 뇌만(雷萬), 항만(恒萬), 진만(震萬) 세 아들을 두었다. 
김휴의 손자인 김세경은 덕하(德河)와 복하(福河) 두 아들과 딸 네 명을 두었다. 네 명의 딸은 각기 박종상(朴宗相), 정주현(鄭周賢), 권정기(權正己), 권정신(權正臣)에게 시집갔다. 김덕하에게는 아들 상원(相元), 시원(始元)이 있었는데, 김상원이 집안을 이었지만 후사 없이 요절했다. 

## 일화
광해군 9년(1617년) 폐모론을 주장하였던 인물인 정조(鄭造, 1559~1623)가 경상도안찰사로 부임해서 예안을 순시하였을 때 도산서원에 들러서 자신의 이름을 원록(院錄)에 기재하는 것을 보고 분개해서 "유적(儒籍)을 더럽히지 말라"며 정조의 이름을 지워버렸다는 일화가 있다.

## 같이 보기
- 해동문헌총록